# Fasiledes
Fasiledes (gyyz. ፋሲልደስ, inna pisownia Fāsīladas, lub Fasilides, imię tronowe: ዓለም ሰገድ; Alem Seged, co oznacza ten, któremu kłania się świat, znany także jako Fasil; ur. 20 listopada 1603 w Magazaz, zm. 18 października 1667) – cesarz Etiopii w latach 1632–1667.

## Rodowód
Pochodził z dynastii salomońskiej, wywodzącej swoje rzekome pochodzenie od starożytnego króla Salomona oraz królowej Saby. Fasiledes był synem cesarza Susnyjosa I oraz cesarzowej Sultany Mogassy. Urodził się 20 listopada 1603 roku w Magazaz w prowincji Szeua. Jego dziadek od strony ojca również nazywał się Fasiledes.

## Okoliczności przejęcia władzy

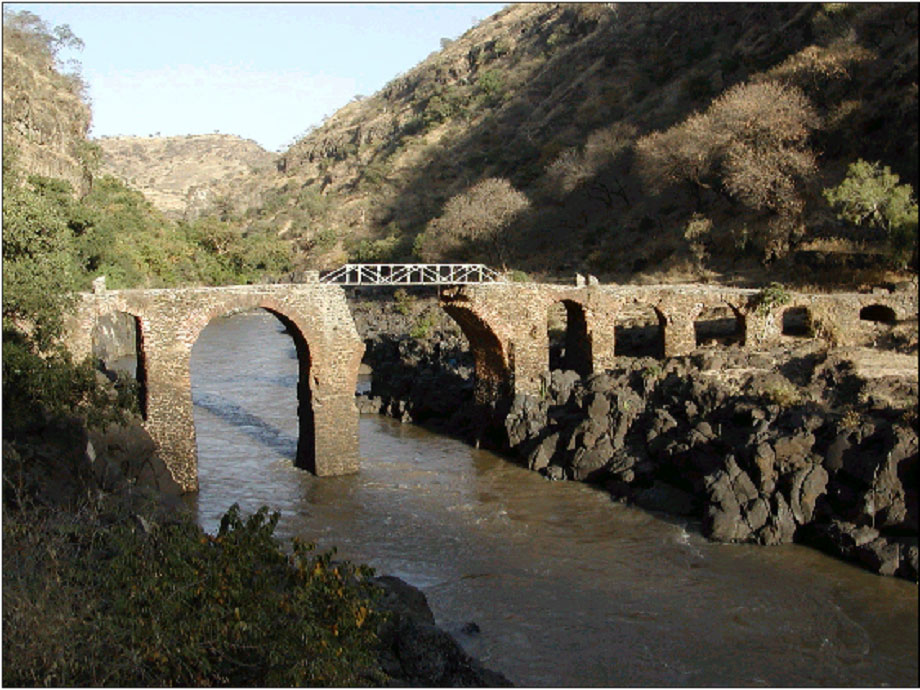
Sebara Dildiy (czyli po amharsku „Złamany Most”) – jeden z dwóch kamiennych mostów wybudowanych za czasów Fasiledesa w pobliżu jeziora Tana. Został on zreperowany przez cesarza Menelika II w 1901. Zdjęcie pochodzi z 2001 roku.

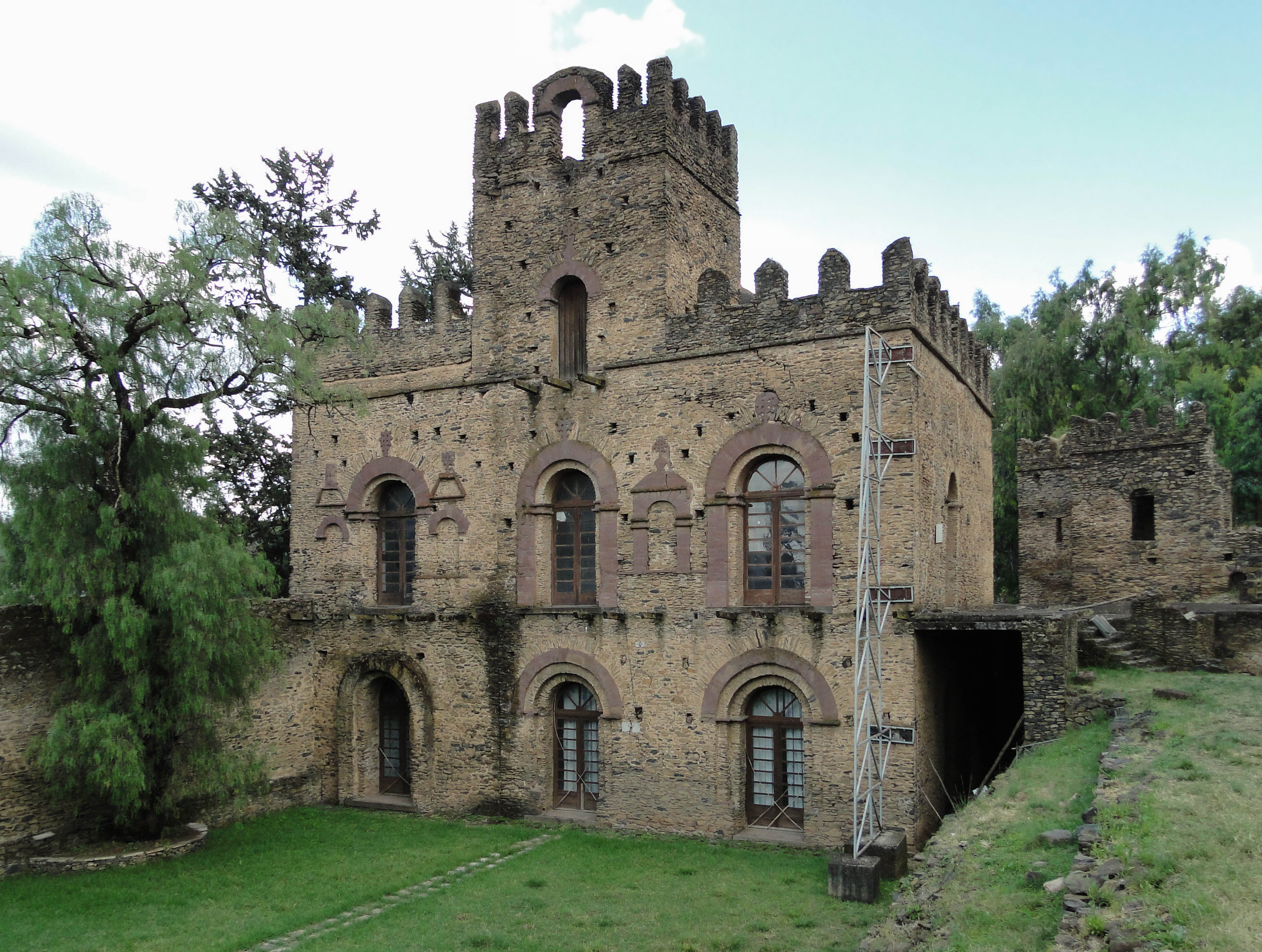
Pałac późniejszej cesarzowej Myntyuab w kompleksie pałacowym Fasil Ghebbi reprezentuje styl architektoniczny zapoczątkowany za czasów Fasiledesa w połowie XVII wieku.

12 lutego 1628, niecieszący się popularnością cesarz Susnyjos I, za sprawą prowadzących w Etiopii misje jezuitów, oficjalnie podporządkował się papiestwu w Rzymie. Decyzja cesarza spowodowała wewnętrzny zamęt w całym kraju, gdzie od ponad tysiąca lat prawie wszystkich chrześcijan reprezentował Kościół koptyjski. Prowincja Lasta całkowicie odmówiła posłuszeństwa władcy. W tej krytycznej sytuacji duchowieństwo etiopskie chciało wykorzystać autorytet cesarskiego syna – Fasiledesa, który był przeciwny jezuitom. Syn próbował podobno nakłonić swojego ojca do zmiany polityki. W 1630 Fasiledes został ogłoszony cesarzem w czasie buntu Sertse Krystosa, ale tron przejął dopiero po abdykacji Susnyjosa dwa lata później, 14 czerwca 1632 roku. W tym samym roku nowy cesarz oficjalnie przywrócił tradycyjną wiarę Etiopczyków, czego wyrazem było sprowadzenia nowego abuny od patriarchy Aleksandrii w celu odnowienia stosunków z Kościołem koptyjskim.

## Sobór w Gonderze i polityka wobec jezuitów
Zaraz po objęciu władzy przez Fasiledesa, na życzenie lokalnego duchowieństwa zorganizował on sobór w Gonderze z udziałem jezuitów oraz lokalnego kleru etiopskiego. Tych pierwszych reprezentował Afonso Mendes, a tych drugich yczegie Betre Gijorgis. Podczas soboru toczył się spór teologiczny pomiędzy stronami i był on wymierzony przeciwko jezuitom. Yczegie Betre Gijorgis poprosił Fasiledesa, aby wydał Mendesa i jego towarzyszy duchowieństwu koptyjskiemu w celu dokonania na nich zemsty za pośredni udział w spowodowaniu zamieszek w ostatnich latach na terenie Etiopii. Cesarz odmówił Gijorgisowi, a następnie kazał odebrać jezuitom broń i odesłać ich do miasta Fremona w prowincji Tigraj. Z Fremony misjonarze uciekli do pragnącego uniezależnić się od cesarza bahyr negasza Jana. Gdy Fasiledes rozkazał Janowi wydalenie jezuitów, ten odmówił żądaniu, ale później oddał ich Turkom. Mendes i większość jego towarzyszy ostatecznie powrócili do portugalskiej kolonii Goa w Indiach. W czasie tej podróży misjonarze byli kilkakrotnie obrabowywani oraz więzieni. W 1665 Fasiledes rozkazał spalić tak zwane „Księgi Franków”, które były pozostałością po jezuitach.

## Spór wewnątrz kościoła etiopskiego
Za panowania Fasiledesa odbyły się także dwa inne sobory, tym razem tylko z udziałem dwóch odłamów Kościoła koptyjskiego, czyli kybat z ośrodkiem w Debre Uerk i teuahdo z ośrodkiem w szeuańskim Debre Libanos. Spór ten toczono od przełomu XVI i XVII wieku i miał on naturę teologiczną oraz polityczną. Sobór z 1654 w miejscowości Barcza w prowincji Begiemdyr zakończył się zwycięstwem zakonu kybat. Z kolei w 1666 sobór w Aringo przyniósł tryumf odłamowi teuahdo. Przed cesarzem spór teologiczny toczyli uczeni duchowni – afe gugaie Zeijesus z Dembija reprezentujący kybat oraz posiadający ten sam tytuł (czyli afe gubaie) Adam z Ynfyraz.

## Dokonania w architekturze

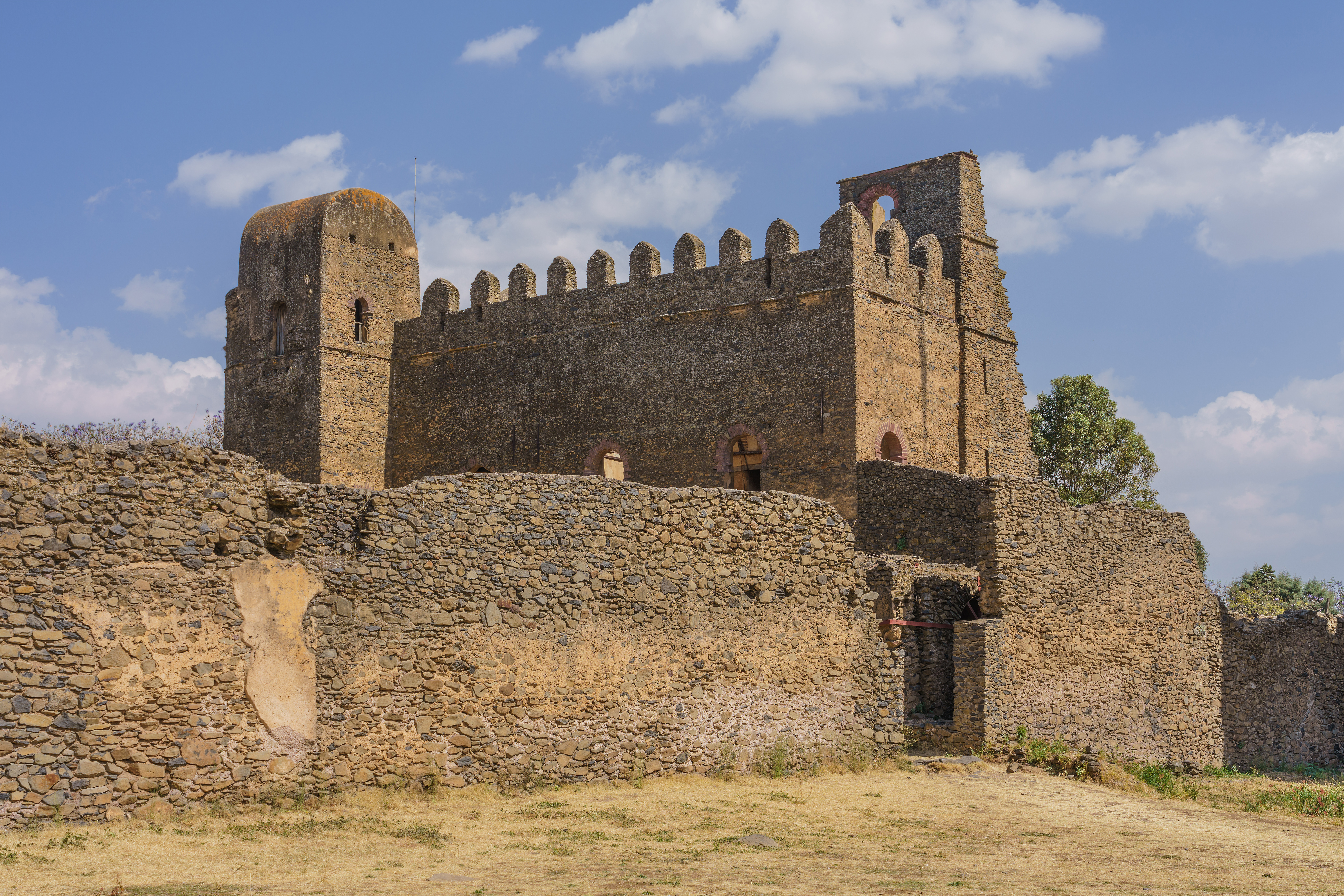
Pałac Fasil Ghebbi – widok z boku

Cesarz Fasiledes ze względów strategicznych założył nową rezydencję w mieście Gonder, leżącym na północ od jeziora Tana w centralnej części kraju. W latach 40. XVII wieku wzniósł tam murowany pałac Fasil Ghebbi. Dzięki temu Gonder stał się z czasem faktyczną stolicą Cesarstwa Etiopii, a sam Fasiledes, choć większość czasu spędzał na wyprawach wojennych, oraz podróżach, jest uznawany za pierwszego z tak zwanych „cesarzy gonderskich”. Wśród budowniczych pałacu Fasil Ghebbi znajdowali się prawdopodobnie Felaszowie (czyli etiopscy Żydzi) oraz Hindusi. Później w rozbudowywaniu rezydencji uczestniczył etiopski architekt Uelde Gijorgis. Innym dokonaniem Fasiledesa było postawienie dwóch kamiennych i wodoodpornych mostów na rzece Abbaj w pobliżu jeziora Tana w miejscowościach Afereuannat oraz Andabiet. Były to pierwsze mosty w Etiopii, które pozwalały na bezpieczne przekraczanie wód Nilu Błękitnego w czasie pory deszczowej. Oprócz tego Fasiledes wybudował Kościół Matki Bożej z Syjonu w mieście Aksum. Ten kościół znany jest jako „Stara Katedra” i stoi obok budynku nowszej katedry wzniesionej przez cesarza Hajle Syllasje I. W latach 30. XVII wieku, po wygnaniu jezuitów Fasiledes podarował zakonowi teuahdo z Debre Libanos klasztor Azezo w mieście Dembija.

## Polityka zagraniczna

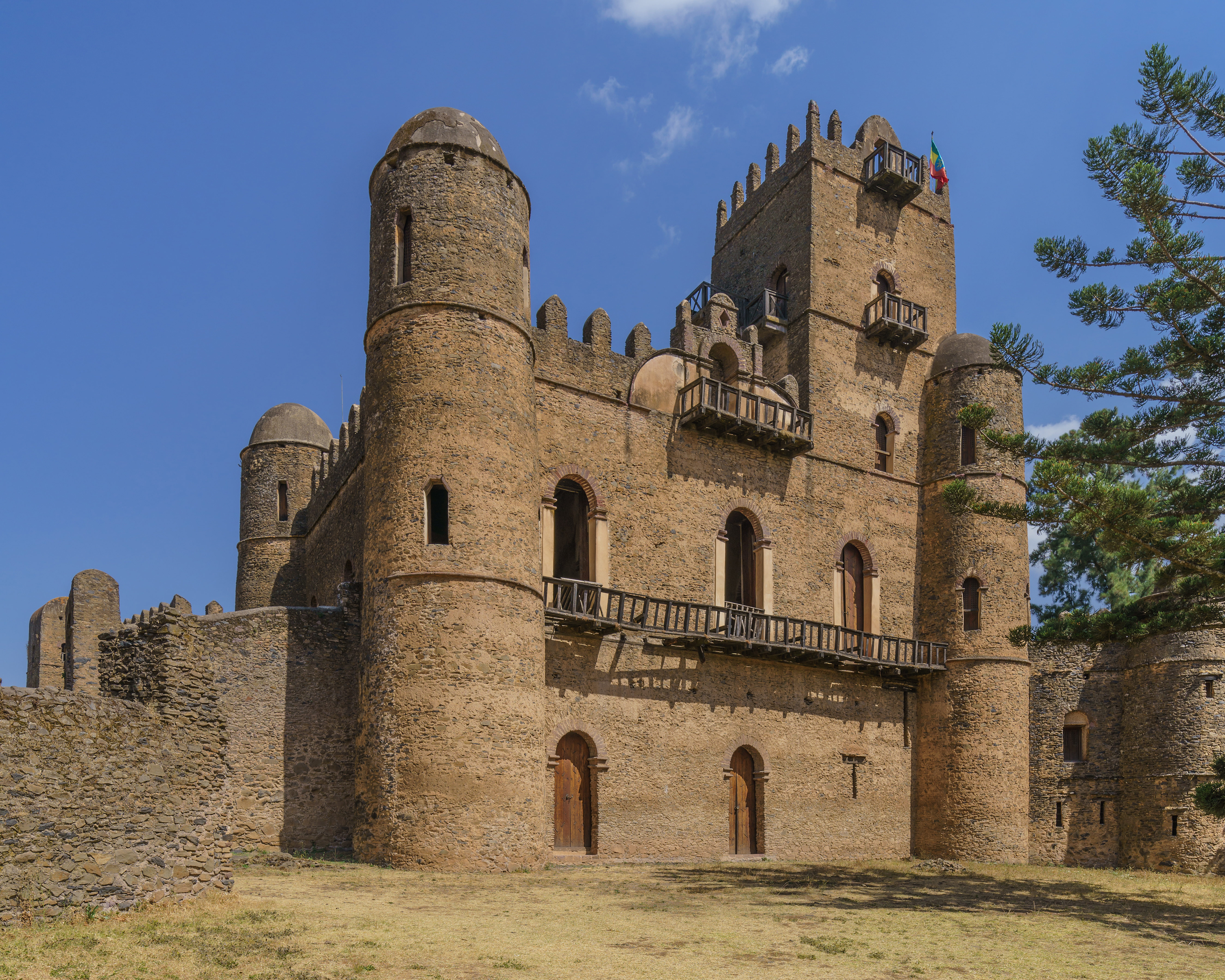
Fasil Ghebbi – widok z boku z drugiej strony

Fasilides wysłał poselstwo do Indii w 1664 lub 1665 roku, aby pogratulować nowemu władcy, Aurangzebowi wstąpienia na tron Imperium Mogołów, co miało miejsce w Delhi w 1659. W stosunku do bliższych sąsiadów, zasługą Fasiledesa było nawiązanie przyjaznych stosunków z tureckimi miastami takimi jak Massaua, czy Sawakin, a także z ejaletem (czyli prowincją) Jemenu, co zaowocowało rozwojem handlu etiopskiego i rozkwitem gospodarczym kraju na przełomie XVII i XVIII wieku.

## Polityka wewnętrzna – bunty w Lasta

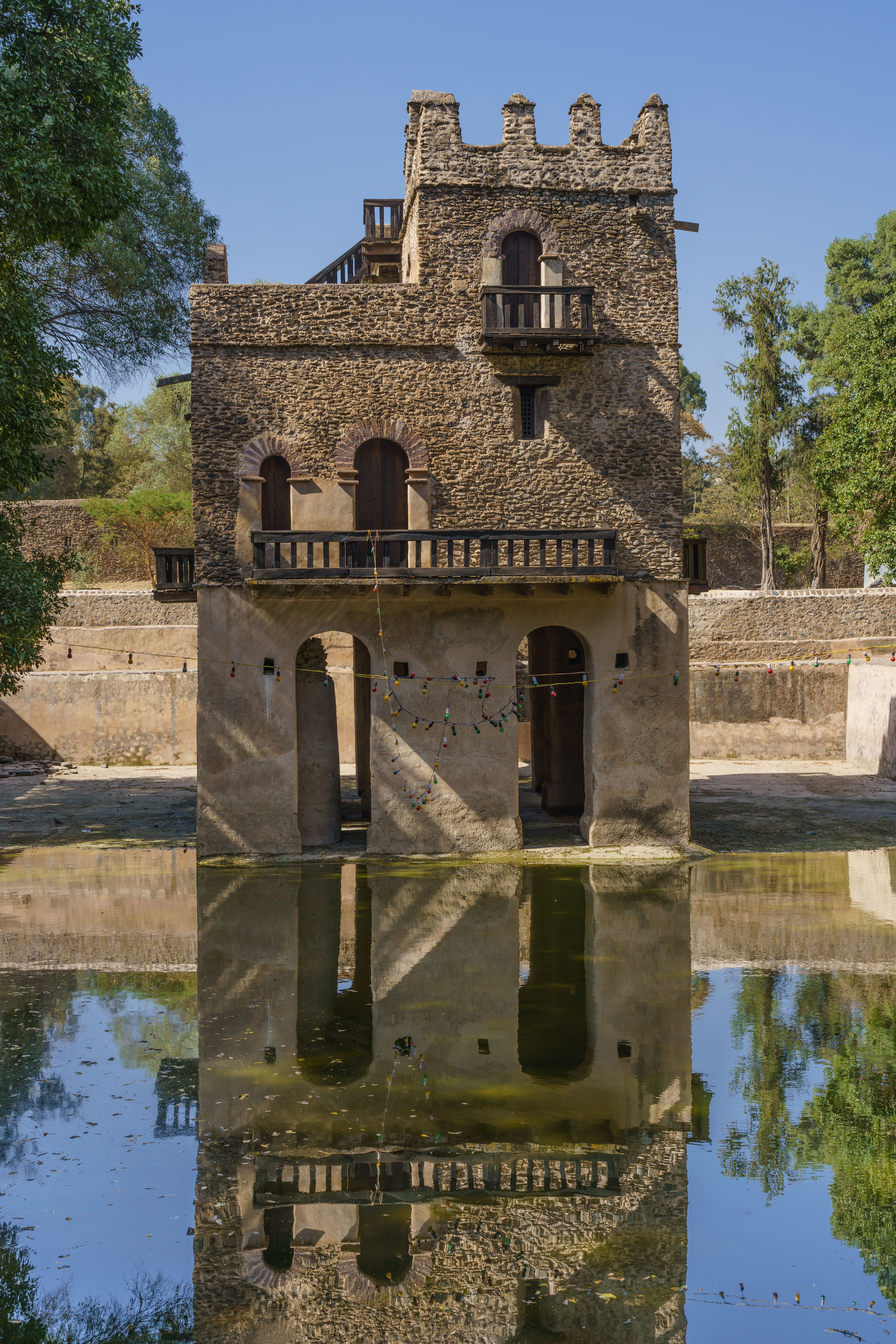
Łaźnie Fasiledesa w Gonderze

Po buncie władcy Lasta, Melki Krystosa w 1628, zbuntowana prowincja nie chciała się podporządkować Fasidelesowi, gdy ten objąwszy władzę zerwał stosunki z Kościołem Rzymskokatolickim. Celem Melki Krystosa było całkowite oderwanie się od cesarstwa. Na przełomie 1632 i 1633 armia z Lasta znienacka zaatakowała Fasiledesa i zmusiła go do ucieczki po zakończeniu bitwy w Libbo w Begiemdyr. Kolejna wojna z prowincją Lasta miała miejsce w latach 1634–1635. Razem z Krystosem przeciw cesarzowi wystąpił wtedy zarządca prowincji Tambien – Zemarjam. Wojna ta została przerwana wskutek klęski głodu. W wyniku napadów zbrojnych władców Tambien i Lasta, zniszczeniu uległy obszary rozpościerające się od Gonderu aż po Lasta. W późniejszych latach bunty w Lasta powtarzały się. W 1660 roku lasteński władca Melka Marjam, oraz pretendujący do objęcia tronu brat cesarza – Klaudiusz, przegrali wojnę z Fasiledesem. Po jej zakończeniu Melka Marjam poddał się i zaczął płacić cesarzowi daninę. Oprócz tego Fasiledes oddał Marjamowi swoją córkę Tyukylian za żonę, aby zacieśnić więzi polityczne pomiędzy Gonderem, a Lasta. W 1666 przeciwko cesarzowi wystąpił jego własny syn – Dawid, ale został przez ojca szybko uwięziony na górze Uehni Amba. Fasiledes odnowił tym samym starą tradycję, która polegała na umieszczaniu kłopotliwych członków rodziny na szczycie góry. Podobną rolę do XVI wieku odgrywała góra Amba Gyszien.

## Śmierć
Fasilides zmarł w Azazo, osiem kilometrów na południe od Gondaru, a jego ciało umieszczono w klasztorze św. Stefana na wyspie Daga na jeziorze Tana. Gdy w XX wieku badaczowi Nathanielowi T. Kenneyowi pokazano pozostałości Fasiledesa, zobaczył on mniejszą mumię, również umieszczoną w cesarskiej trumnie. Mnich służący za przewodnika po grobowcu powiedział Kenneyowi, że był to zmarły w wieku siedmiu lat syn cesarza – Isur, który przypadkowo został zadeptany przez tłum, przybyły w celu złożenia hołdu cesarzowi.